# El Salero (San Pedro del Pinatar)
El Salero - Barrio del Carmen es una pedanía de San Pedro del Pinatar. Se encuentra en el límite del parque natural de las Salinas y Arenales de San Pedro del Pinatar entre la pedanía de Los Imbernones y Lo Pagán. Aunque cuenta con una población reducida se trata de una zona en expansión con fines residenciales. Se puede afirmar que existe continuidad con el casco urbano de la ciudad.